# Resistència civil
La resistència civil és un terme utilitzat per alguns - al costat del terme de resistència no-violenta - per descriure l'acció política que es basa en l'ús de mètodes no-violents per part de grups civils per desafiar a un particular poder, força, política o règim. La resistència civil opera a través d'una crida, pressió i coacció a l'adversari: pot implicar un esforç sistemàtic per soscavar les fonts del poder de l'adversari. Formes d'acció han inclòs manifestacions, vigílies i peticions, vagues, anar de braços caiguts, el boicot i moviments d'emigració, i assegudes, ocupacions i la creació d'institucions paral·leles de govern. Les motivacions dels moviments de resistència civil per evitar la violència estan generalment relacionades amb el context, inclosos els valors d'una societat i la seva experiència de la guerra i la violència, més que a qualsevol principi ètic absolut. Casos de resistència civil es poden trobar al llarg de la història i en moltes lluites modernes, en contra dels governants tirànics i, fins i tot, governs elegits democràticament. El fenomen de la resistència civil s'associa sovint amb l'avanç de la democràcia.
Segons un estudi que analitzà la història humana entre els anys 1900 i 2006, les campanyes no-violentes han tingut més èxit que les violentes. Es considera que amb un 5% de la població oposant-hi resistència és suficient perquè un govern deixe de funcionar. Una anàlisi històrica duta a terme per M.I. Lichback trobà que un 3,5% de la població podria suficient.